# Croze
Croze, auf Okzitanisch „Cròsa“, ist eine französische Gemeinde im Zentralmassiv. Sie gehört zur Region Nouvelle-Aquitaine, zum Département Creuse, zum Arrondissement Aubusson und zum Kanton Felletin.

## Lage
Sie liegt an der oberen Creuse, in die hier ihr Zufluss Gioune einmündet, und grenzt im Norden an Saint-Quentin-la-Chabanne, im Osten an Poussanges, im Süden an Clairavaux und im Westen an Gioux.

## Bevölkerungsentwicklung

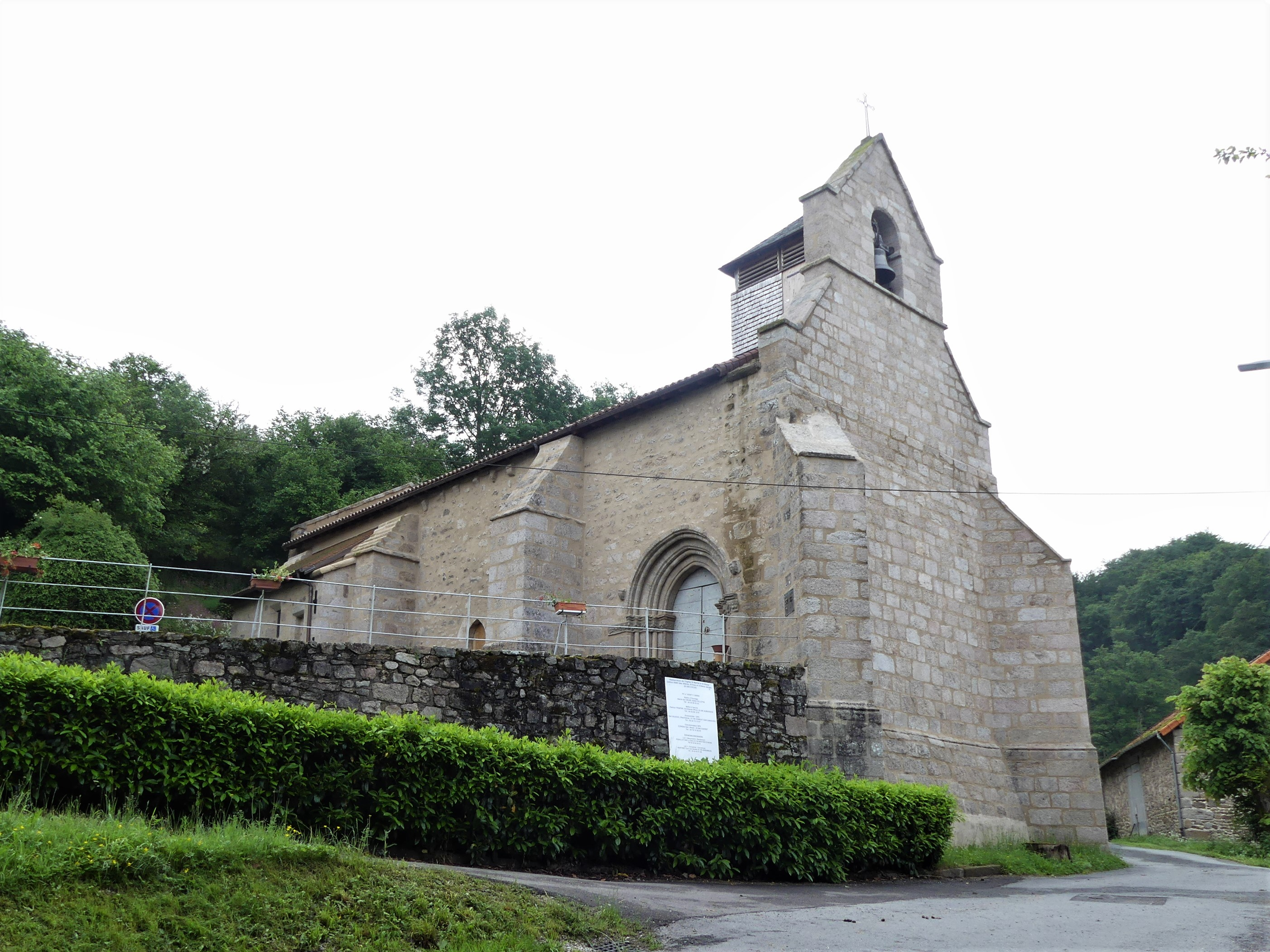
Kirche Saint-Martial und Saint-Blaise

| Jahr      | 1962 | 1968 | 1975 | 1982 | 1990 | 1999 | 2008 | 2018 |
| --------- | ---- | ---- | ---- | ---- | ---- | ---- | ---- | ---- |
| Einwohner | 283  | 245  | 196  | 211  | 202  | 211  | 185  | 193  |